# Eagleville (Tennessee)
Eagleville è un comune degli Stati Uniti d'America, situato nello Stato del Tennessee, nella Contea di Rutherford.